# Novooleksandrivka, Popasna
Novooleksandrivka (în ucraineană Новоолександрівка) este un sat în așezarea urbană Kalînove din raionul Popasna, regiunea Luhansk, Ucraina.

## Demografie
Componența lingvistică a localității Novooleksandrivka
     Ucraineană (93,55%)
     Rusă (6,45%)
Conform recensământului din 2001, majoritatea populației localității Novooleksandrivka era vorbitoare de ucraineană (93,55%), existând în minoritate și vorbitori de rusă (6,45%).